# Saint-Pierre-du-Palais
Saint-Pierre-du-Palais is een gemeente in het Franse departement Charente-Maritime (regio Nouvelle-Aquitaine) en telt 280 inwoners (2004). De plaats maakt deel uit van het arrondissement Jonzac.

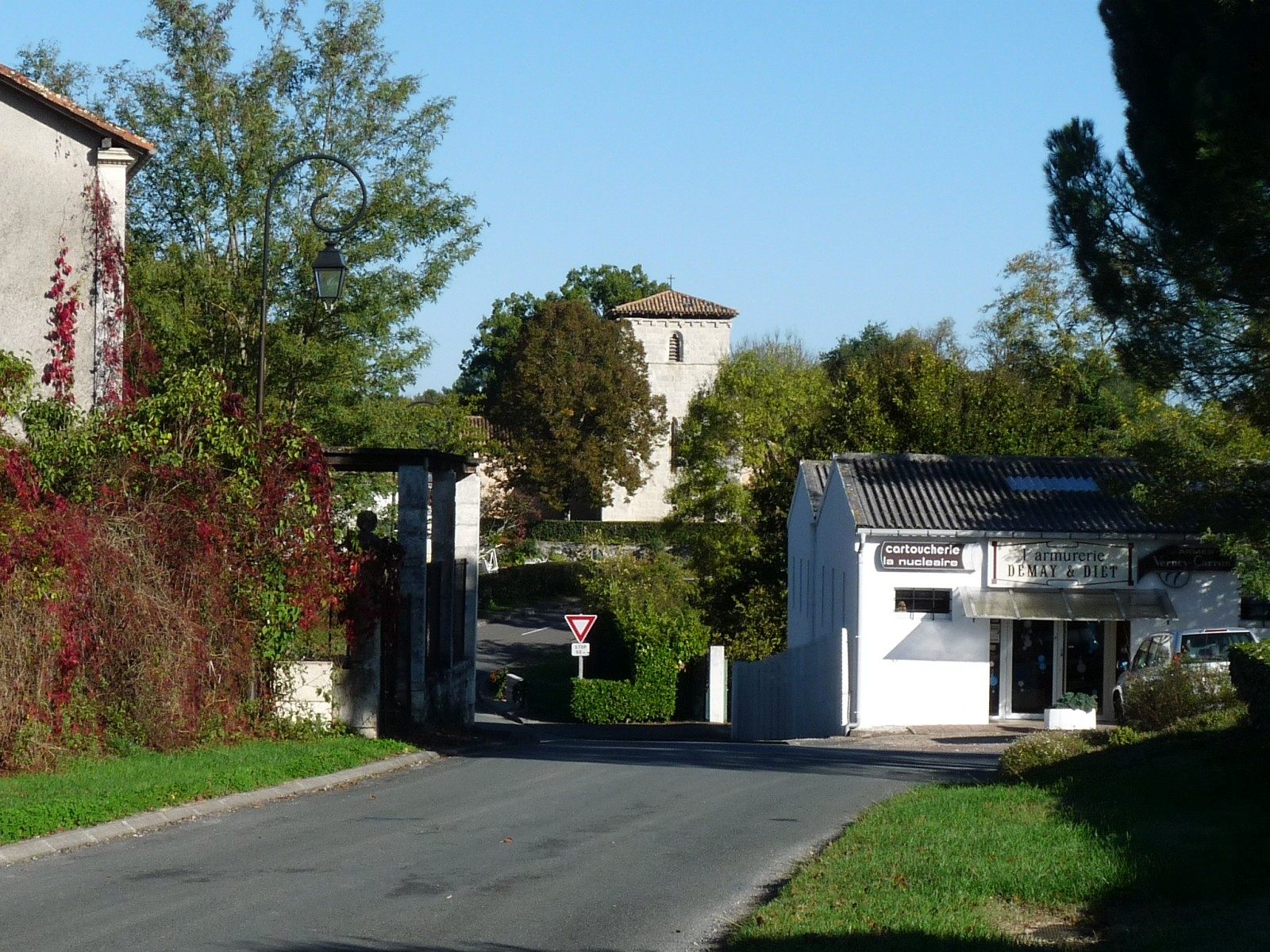
Saint-Pierre-du-Palais
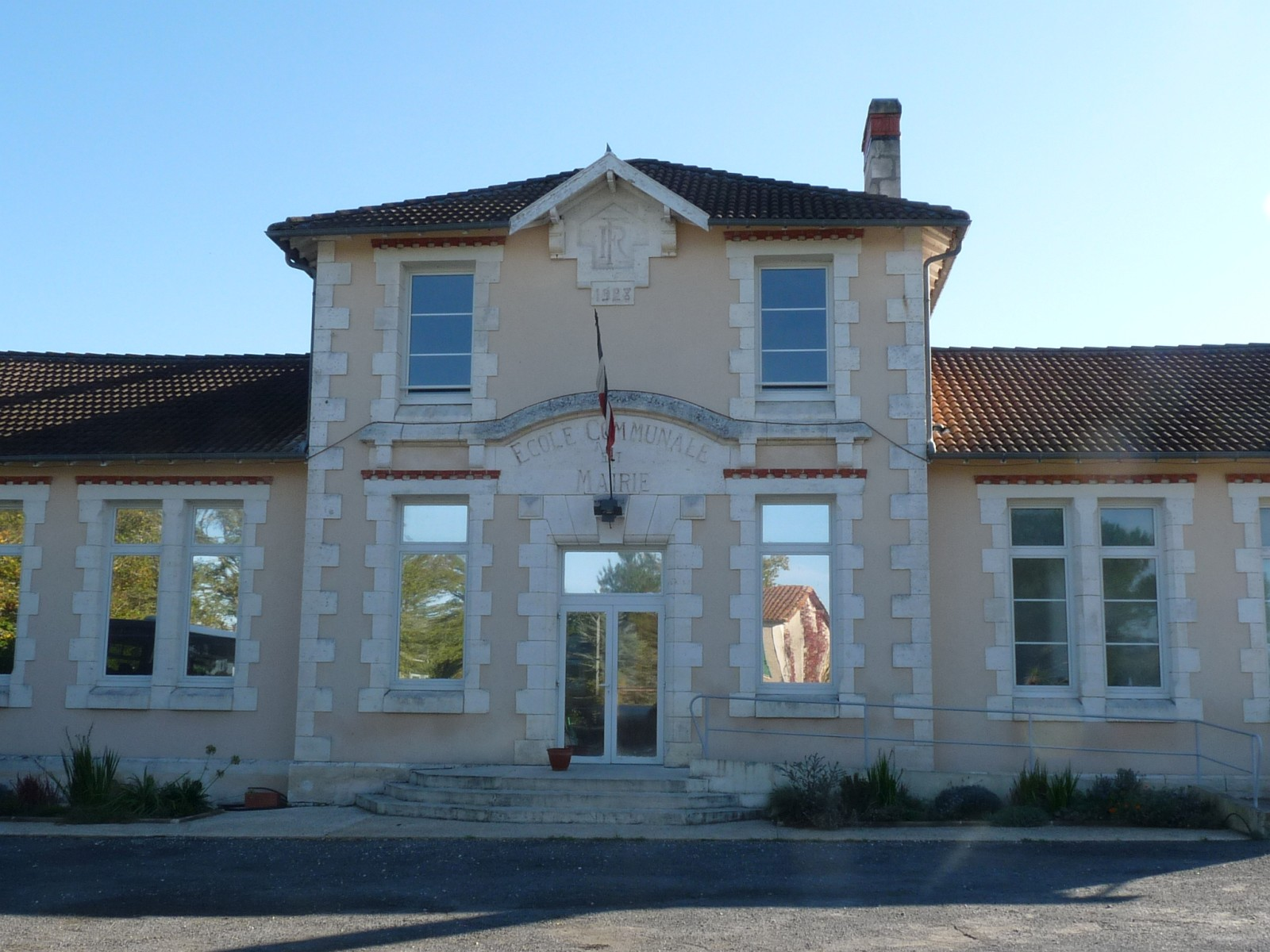
Gemeentehuis
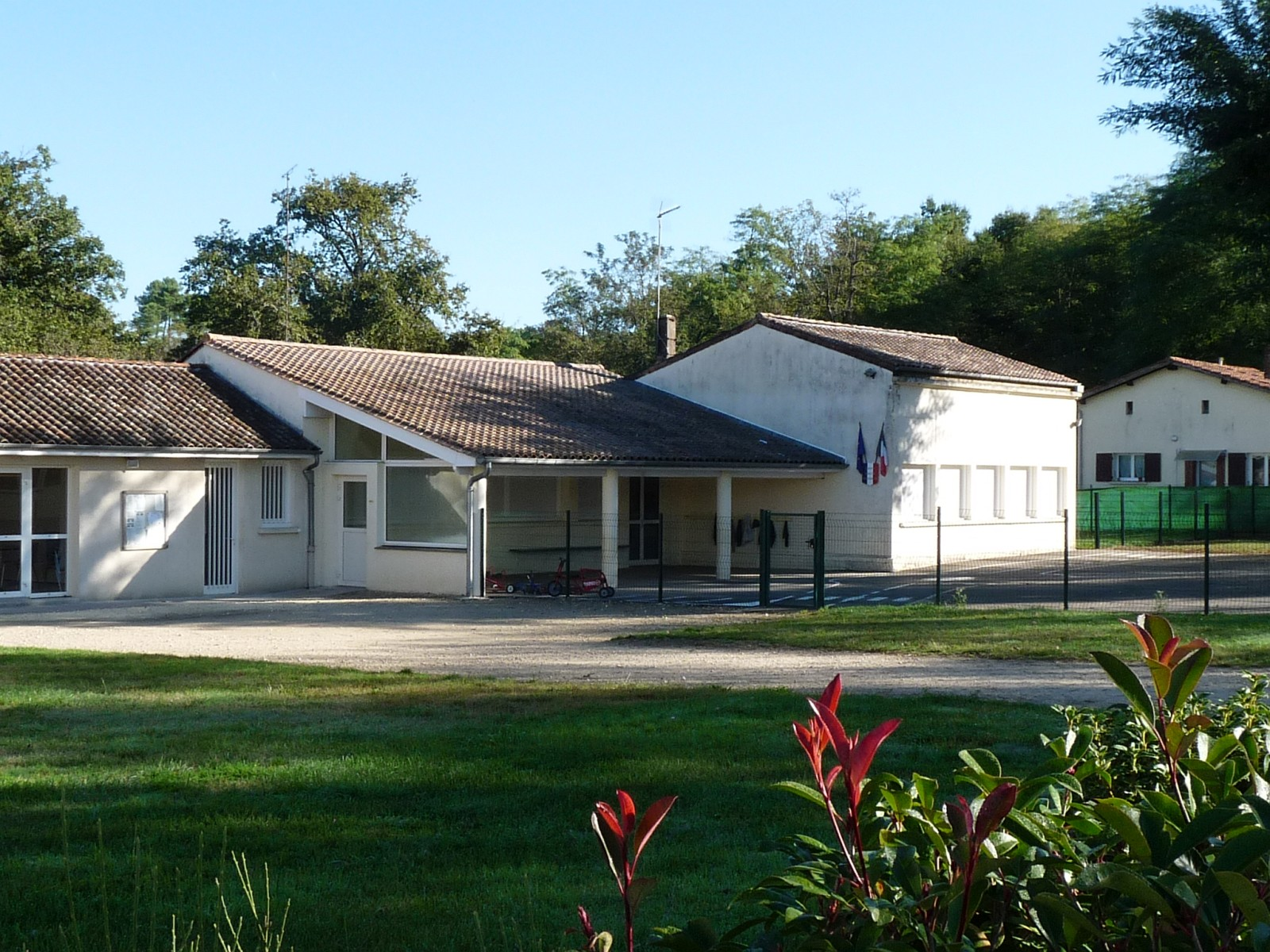
School van Saint-Pierre-du-Palais
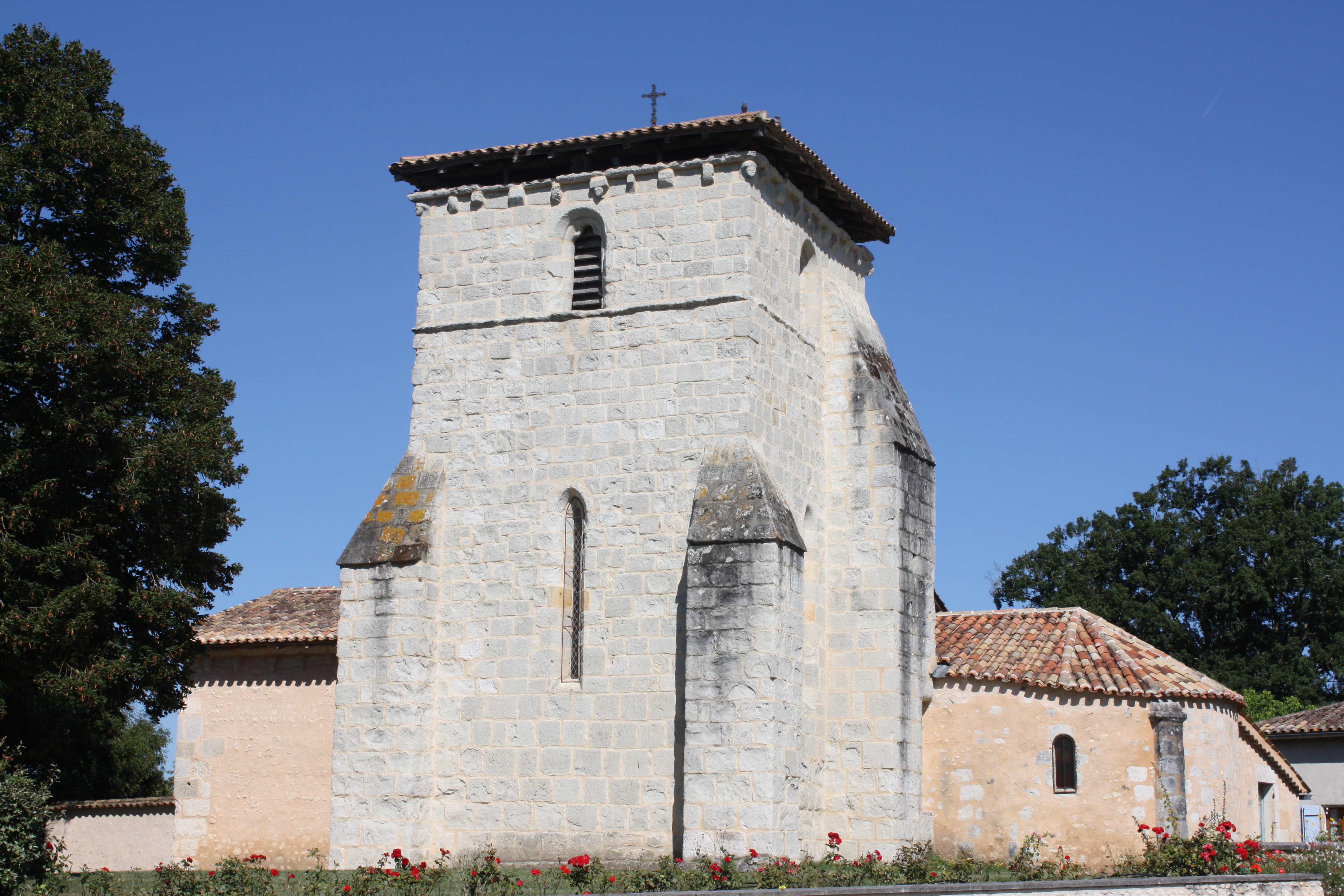
Kerk van Saint-Pierre in Saint-Pierre-du-Palais

## Geografie
De oppervlakte van Saint-Pierre-du-Palais bedraagt 13,0 km², de bevolkingsdichtheid is 21,5 inwoners per km².
De onderstaande kaart toont de ligging van Saint-Pierre-du-Palais met de belangrijkste infrastructuur en aangrenzende gemeenten.

## Demografie
Onderstaande figuur toont het verloop van het inwonertal (bron: INSEE-tellingen).